# کوبا (تبت)
کوبا نام روستایی در منطقه خودمختار تبت، جمهوری خلق چین می‌باشد.